# 安东尼奥·凡廷
安东尼奥·凡廷（義大利語：Antonio Fantin，2001年8月3日—），意大利男子游泳运动员。他曾代表意大利参加2020年夏季残疾人奥林匹克运动会游泳比赛，获得一枚金牌、三枚银牌和一枚铜牌。